# 利穆
利穆（法語：Limoux，法語：[limu] ⓘ），法国南部城市，奥克西塔尼大区奥德省的一个市镇，同时也是该省的一个副省会，下辖利穆区，其市镇面积为32.4平方公里，2022年1月1日时人口数量为10,339人，是该省人口第五多的市镇，在法国城市中排名第998位。
利穆位于奥德省西部，奥德河左岸，是一个区域性的中心城市，因当地出产的葡萄酒和每年举办的狂欢节而闻名。

## 地名来源

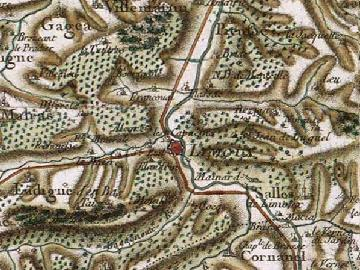
卡西尼地图上的利穆

“利穆”一名最初于公元844年以“Limosus”的形式被记载，该名称拉丁语，意为沉积物形成的岩石，在现代法语中写作。

## 历史
利穆地区在新石器时期就已出现人类活动，而当地确切的记录则出现于公元9世纪。844年，“利穆”一名在秃头查理寄给圣伊莱尔修道院的手记中被提及，彼时，这一区域是纳博讷主教区的领土。公元10世纪，利穆被拉泽斯伯爵继承。13世纪初，利穆所处的朗格多克地区出现了阿尔比十字军，大批卡特里派教徒移居至利穆，至中世纪末基本消失。其间，利穆在14世纪遭遇黑死病疫情，造成了严重的破坏；而17世纪的黑死病疫情则造成了超过3,000名居民身亡。法国大革命后，利穆成为奥德省的一个市镇，并成为该省的一个地区行署，1800年起成为副省会。工业革命期间，连接卡尔卡松和佩皮尼昂的铁路由此通过，当地还出现了大量的葡萄酒种植园。20世纪初，当地葡萄酒种植者因不满沉重的税收而爆发大规模游行。1965年，与利穆相邻的“旺代米”（Vendémies）整体并入其市镇范围。

## 地理

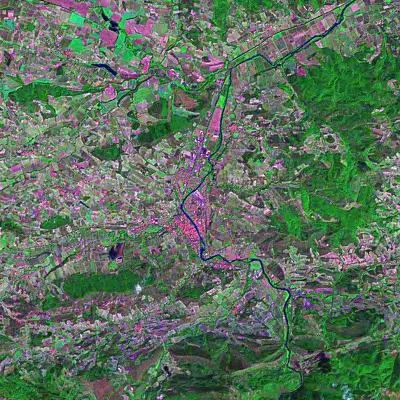
利穆市区卫星遥感地图

利穆位于法国南部，奥克西塔尼大区南部和奥德省西部，距离省会卡尔卡松大约24公里。与利穆接壤的市镇包括：阿莱特莱班、库尔纳内勒、拉迪涅达瓦勒、加雅和维勒迪约、马格里、马尔拉斯、皮约斯、圣马丹-德维勒雷格朗、圣波利卡普、韦拉扎、维拉尔圣昂塞尔姆。

### 地形
利穆位于科比耶尔山西部，境内以丘陵和山地为主，市中心位于一处河谷左岸，地势相对平坦，全境海拔在156到740米之间。

### 水文
奥德河自南向北流经境内，该河独立入海，全境位于奥德省境内。另有奥德河左岸支流“库甘河”（Cougaing）在此与其交汇。

### 植被
利穆属于温带落叶林区，林地广泛分布于河流两岸，以及市镇范围东部的山地。

### 气候
利穆在柯本气候分类法中属于带有山地特征的地中海气候。
利穆境内设有气象站，以下为该气象站的数据（其中日照数据取自卡尔卡松）：
| 利穆1981年－2019年  | 利穆1981年－2019年 | 利穆1981年－2019年 | 利穆1981年－2019年 | 利穆1981年－2019年 | 利穆1981年－2019年 | 利穆1981年－2019年 | 利穆1981年－2019年 | 利穆1981年－2019年 | 利穆1981年－2019年 | 利穆1981年－2019年 | 利穆1981年－2019年 | 利穆1981年－2019年 | 利穆1981年－2019年 |
| 月份                | 1月                | 2月                | 3月                | 4月                | 5月                | 6月                | 7月                | 8月                | 9月                | 10月               | 11月               | 12月               | 全年               |
| ------------------- | ------------------ | ------------------ | ------------------ | ------------------ | ------------------ | ------------------ | ------------------ | ------------------ | ------------------ | ------------------ | ------------------ | ------------------ | ------------------ |
| 历史最高温 °C（°F） | 21 (70)            | 23 (73)            | 27 (81)            | 34 (93)            | 36 (97)            | 40.5 (104.9)       | 40.6 (105.1)       | 41.2 (106.2)       | 36.5 (97.7)        | 37.5 (99.5)        | 26 (79)            | 23.5 (74.3)        | 41.2 (106.2)       |
| 平均高温 °C（°F）   | 9.4 (48.9)         | 10.6 (51.1)        | 14.1 (57.4)        | 16.6 (61.9)        | 20.8 (69.4)        | 25 (77)            | 28.3 (82.9)        | 28 (82)            | 24.2 (75.6)        | 19.3 (66.7)        | 13.3 (55.9)        | 10 (50)            | 18.3 (64.9)        |
| 日均气温 °C（°F）   | 5.4 (41.7)         | 6.3 (43.3)         | 9.1 (48.4)         | 11.5 (52.7)        | 15.3 (59.5)        | 19.2 (66.6)        | 22 (72)            | 21.8 (71.2)        | 18.3 (64.9)        | 14.3 (57.7)        | 9.1 (48.4)         | 6 (43)             | 13.2 (55.8)        |
| 平均低温 °C（°F）   | 1.4 (34.5)         | 2 (36)             | 4.2 (39.6)         | 6.3 (43.3)         | 9.8 (49.6)         | 13.4 (56.1)        | 15.8 (60.4)        | 15.6 (60.1)        | 12.4 (54.3)        | 9.3 (48.7)         | 4.9 (40.8)         | 2 (36)             | 8.1 (46.6)         |
| 历史最低温 °C（°F） | −15.5 (4.1)        | −15 (5)            | −10 (14)           | −4 (25)            | −0.2 (31.6)        | 3.5 (38.3)         | 7 (45)             | 5 (41)             | 1 (34)             | −3 (27)            | −11 (12)           | −14 (7)            | −15.5 (4.1)        |
| 平均降水量 mm（）   | 68.6 (2.70)        | 51.3 (2.02)        | 54.9 (2.16)        | 73.8 (2.91)        | 64.5 (2.54)        | 45 (1.8)           | 30.1 (1.19)        | 43.6 (1.72)        | 48.1 (1.89)        | 54.2 (2.13)        | 54.4 (2.14)        | 59.2 (2.33)        | 647.7 (25.50)      |
| 月均日照時數        | 97.2               | 119.6              | 172.6              | 188.1              | 214.7              | 239.7              | 275.4              | 260.4              | 212.9              | 144.6              | 102.5              | 91.6               | 2,119.3            |
| 来源：infoclimat.fr |                    |                    |                    |                    |                    |                    |                    |                    |                    |                    |                    |                    |                    |

## 行政区划
利穆是法国奥克西塔尼大区奥德省的一个市镇，编号为11206，它也是奥德省的一个副省会。利穆下辖利穆区，隶属于奥德省第三选区，管理利穆地区县，同时也是利穆地区市镇公共社区的办公驻地。
法国国家统计与经济研究所（简称）在进行数据统计时，将利穆及相邻的另外4个市镇设为利穆城市核心区，并将包括核心区在内的周边共16个市镇划为利穆城市区。自2020年起，利穆城市区被包含39个市镇的利穆城市辐射区代替。同时，还将利穆市镇分为了4个“块区”（IRIS），以便于统计人口分布情况。

## 交通

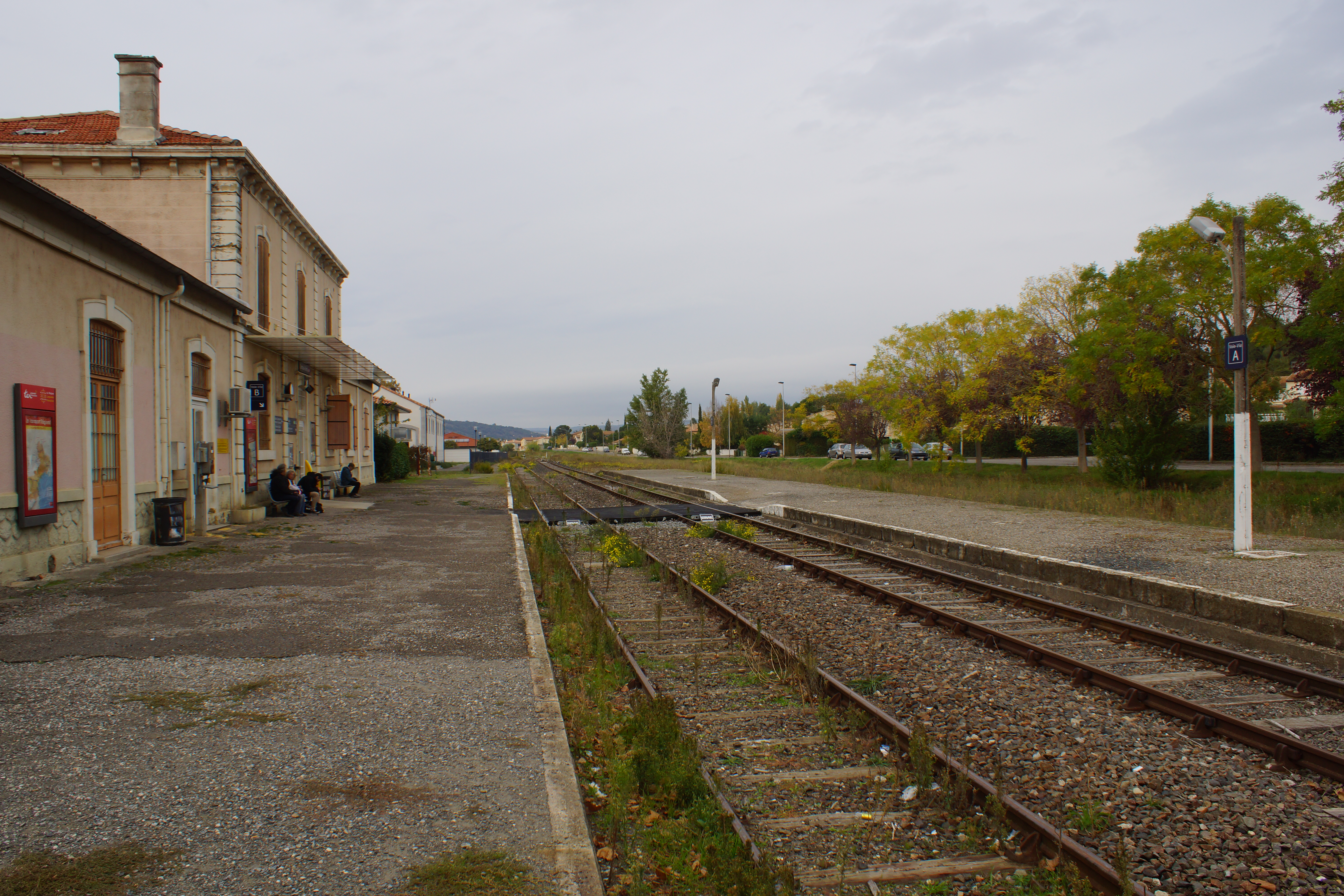
利穆火车站的股道

### 公路
多条奥德省省道在利穆境内交汇，奥克西塔尼大区下属的城际客运提供巴士线路，可前往卡尔卡松、卡斯泰尔诺达里和基扬。
2017年，66.9%的利穆家庭拥有至少一辆的私人汽车。2019年，利穆境内共发生各类交通事故5起，造成5人受伤。

### 铁路
利穆位于卡尔卡松－利沃萨尔特铁路上。利穆站位于市区东部，奥德河右岸，该站每天开行始发前往卡尔卡松的区域列车，在2017年以前，该线路的列车还向南延伸至基扬。除利穆站外，利穆市区北部还有利穆弗拉西扬乘降所，供当地居民通勤使用。

### 航空
距离利穆最近的民用航空站为卡尔卡松机场，距离利穆市中心的公路里程约25公里。

### 城市公共交通
自2019年2月起，利穆市政府提供城市摆渡公交，线路覆盖了利穆市区内的主要街道和居民区。

## 政治

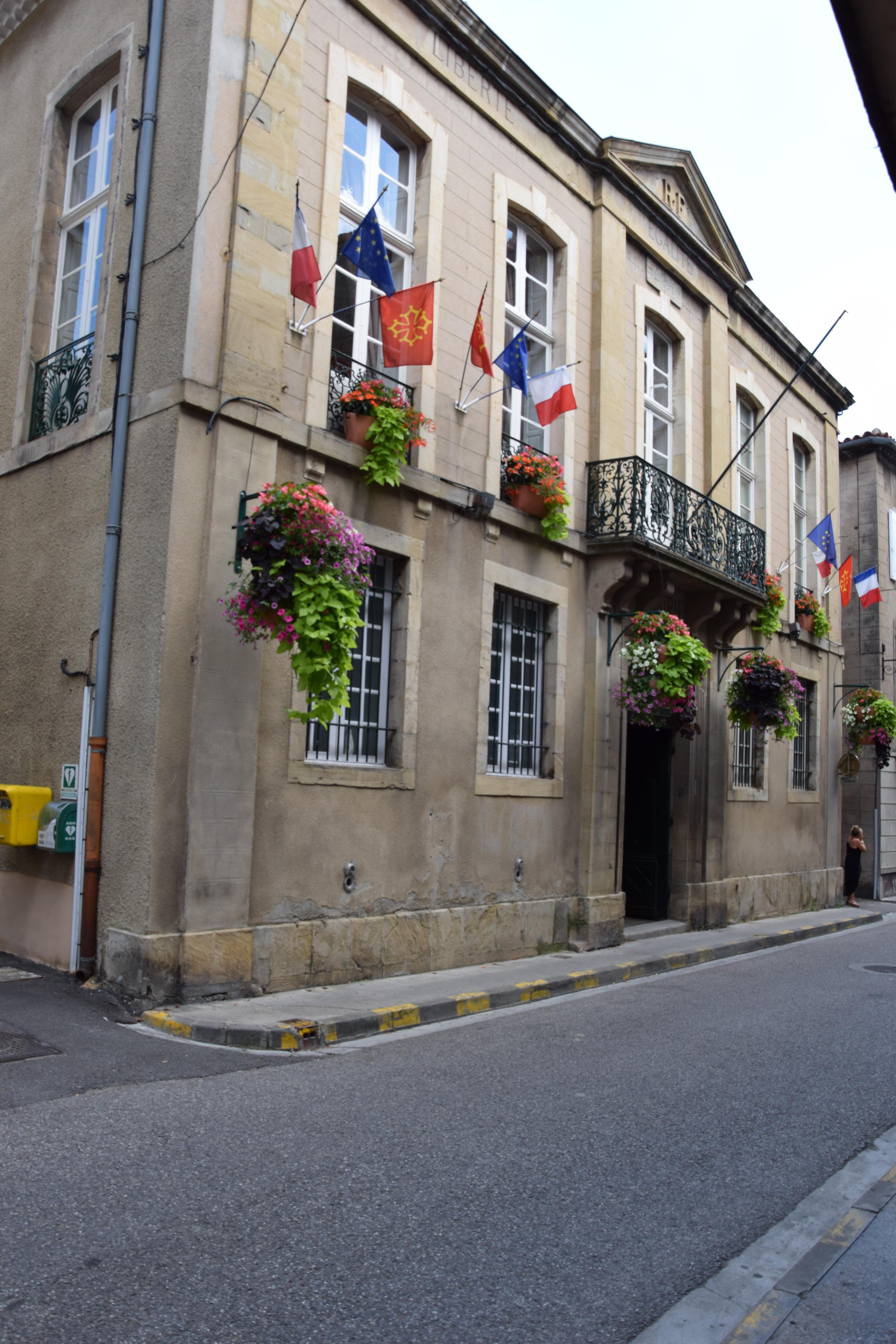
利穆市政厅

利穆的现任市长为皮埃尔·迪朗先生（Pierre Durand），他是社会党的一名成员，在2020年的市政选举中获得了57.67%的支持率。
在2017年的法国总统大选中，法国第25任总统埃马纽埃尔·马克龙在利穆获得了58.34%的支持率。
| 利穆历届市长   |                          |                      |
| 任期           | 市长                     | 党派                 |
| 1944年－1945年 | 埃尔内·特伯              | SFIO工人国际法国支部 |
| 1945年－1947年 | 卡西米尔·拉克鲁          | SFIO工人国际法国支部 |
| 1947年－1952年 | 皮埃尔-马里尤斯·塞莱斯坦 | RAD激进党            |
| 1952年－1971年 | 弗朗索瓦·克拉芒          | UDR共和国保卫联盟    |
| 1971年－1989年 | 罗贝尔·巴多克            | PS社会党             |
| 1989年－2020年 | 让-保罗·迪普雷           | PS社会党             |
| 2020年－       | 皮埃尔·迪朗              | PS社会党             |

## 人口
2018年，利穆市镇人口数量为10,112，在法国排名第998位。其中男性4,717人，女性5,349人，75岁及以上人口占14.2%，外籍人口数量为2,234人，人口密度为312人/平方公里，当地居民被称为（男性）或（女性）。2019年，利穆境内出生72人，死亡人口161人。
| 年份   | 1936  | 1946  | 1954  | 1962  | 1968   | 1975   | 1982   | 1990  | 1999  | 2006  | 2011   | 2016   | 2018   |
| ------ | ----- | ----- | ----- | ----- | ------ | ------ | ------ | ----- | ----- | ----- | ------ | ------ | ------ |
| 人口數 | 8,193 | 7,587 | 8,334 | 9,603 | 10,824 | 11,101 | 10,206 | 9,665 | 9,411 | 9,680 | 10,155 | 10,098 | 10,112 |

## 经济
利穆是一个区域性的中心城市，当地共有各类用人单位1,872家，平均历史为17年，其中99.31%为中小型企业（PME）。（大型零售）、（饮料及酒品销售）及（饮料及酒品销售）是当地2019年营业额最高的三个企业，分别为65,497,284欧元、36,481,671欧元和27,078,031欧元。

## 财政收入
2019年，利穆的财政收入总额为13,786,900欧元，财政支出总额为12,261,400欧元，当年的债务总额为8,403,530欧元。
2015年，利穆的人均月收入总额为1,981欧元，其中高级职员为4,024欧元，中级职员为2,268欧元，普通职员为1,681欧元。
2017年，利穆境内的青壮年（15至64岁）失业率为20.1%，当地39.2%的家庭拥有纳税资格。

## 社会事务

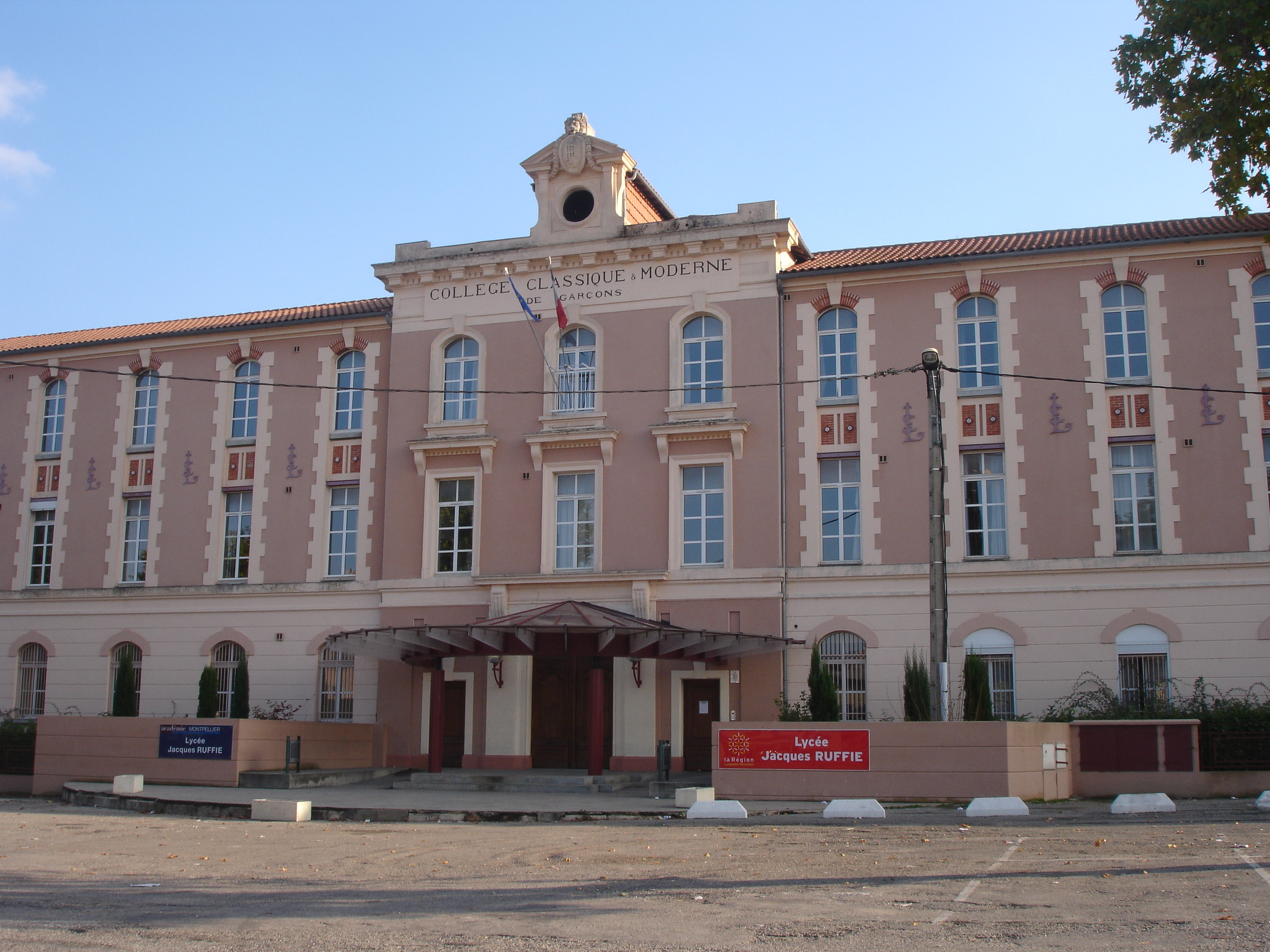
利穆的一所高级中学

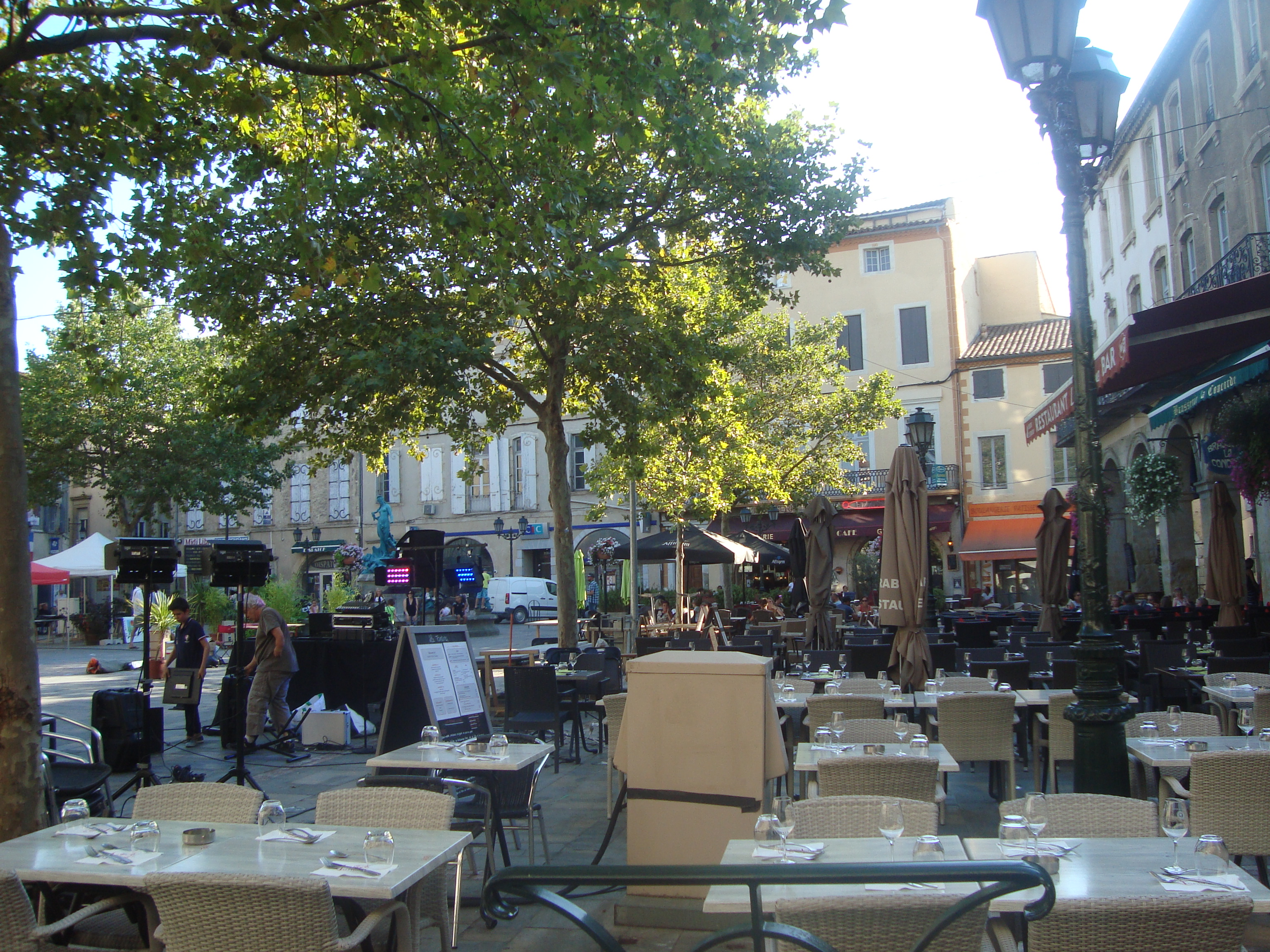
共和国广场上的露天餐厅

### 教育
利穆属于蒙彼利埃学区。截止2019年1月1日，利穆境内共有3所幼儿园、5所小学、2所初级中学、1所普通高中和1所农业高中。2018至2019学年度，利穆境内共有在校中等教育阶段学生1,813名。

### 医疗
截止2019年1月1日，利穆境内共有全科医生16名、保健师17名、牙医19名、护士40名、眼科医生1名、皮肤科医生1名、助产士3名和儿科医生1名。境内共有药房7家、养老院4家、残疾人帮扶中心5家。
利穆中心医院，全名为“利穆-基扬中心医院”（Centre Hospitalier Limoux-Quillan），是法国的一个区域性医疗机构，其中利穆病区设有床位145个，是当地规模最大的公立综合性医院。

### 住房
2017年，利穆境内共有各类住房5,851套，其中67.4%为独立式居民区，32.4%为集中式居民区。常住房屋占利穆市镇范围内居民建筑总量的81.7%。
在住房保障政策方面，2017年，利穆境内共有1,565户家庭获得了住房经济补助，受益人数占总人口数量的15.5%，其中1,490份为房租补助。

### 商业
2019年，利穆境内共有各类实体商铺362家，其中餐厅40家、大型超市5家、杂货店6家、面包房15家、肉铺8家、书店6家、银行门店8家、美容美发店24家、汽车维修店31家。市区北部建有大型开放式商业街区。

### 体育
2019年，利穆境内共有1家游泳池、2间体育馆、1座综合体育场、6处网球场、1处马术场、4处足球或橄榄球场、5处篮球或排球场以及1处高尔夫球场。
利穆足球俱乐部（Limoux FC）是当地的一支足球队，2020至2021赛季参加奥德省足球联赛。

### 环境
利穆的环境事务由其所属的公共社区负责。2019年，利穆境内共有1家污染企业。

### 治安
2019年，利穆市镇范围内共有1处派出所和1处宪兵队。
2014年，利穆及附近地区共发生各类案件1,571起，其中盗窃类案件844起，经济类案件133起，毒品交易类案件171起。

## 文化
2019年，利穆境内共有1家电影院和1家博物馆。利穆市政府提供多媒体中心，向公众全年开放。

### 建筑
利穆境内有多处法国国家文物保护单位，其中马尔塞耶圣母大教堂、利穆圣马丁教堂等为当地的代表性建筑物。2002年，利穆圣雅各教堂的部分空间被改造成为利穆钢琴博物馆。

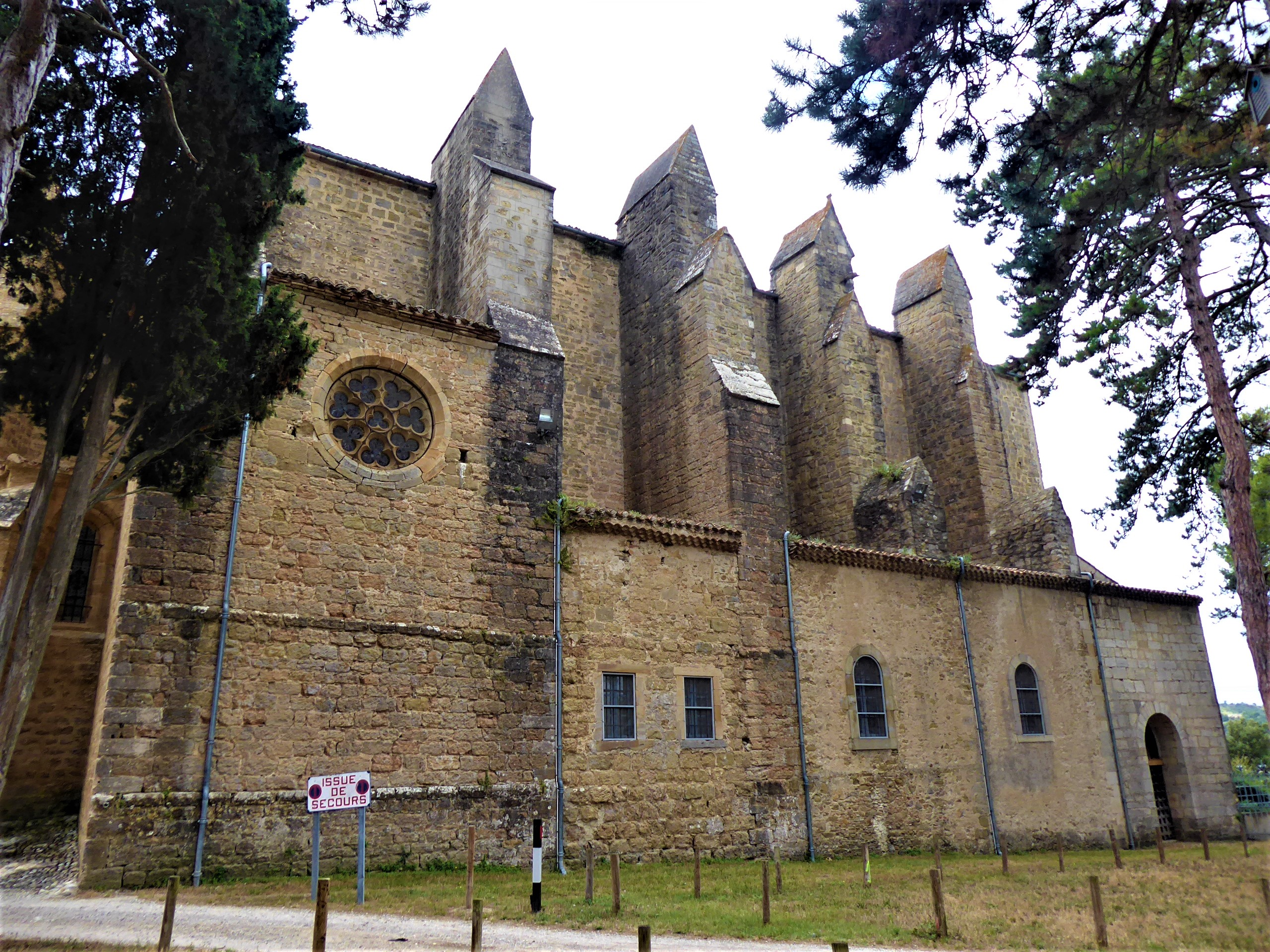
马尔塞耶圣母大教堂（法语：Basilique Notre-Dame de Marceille）
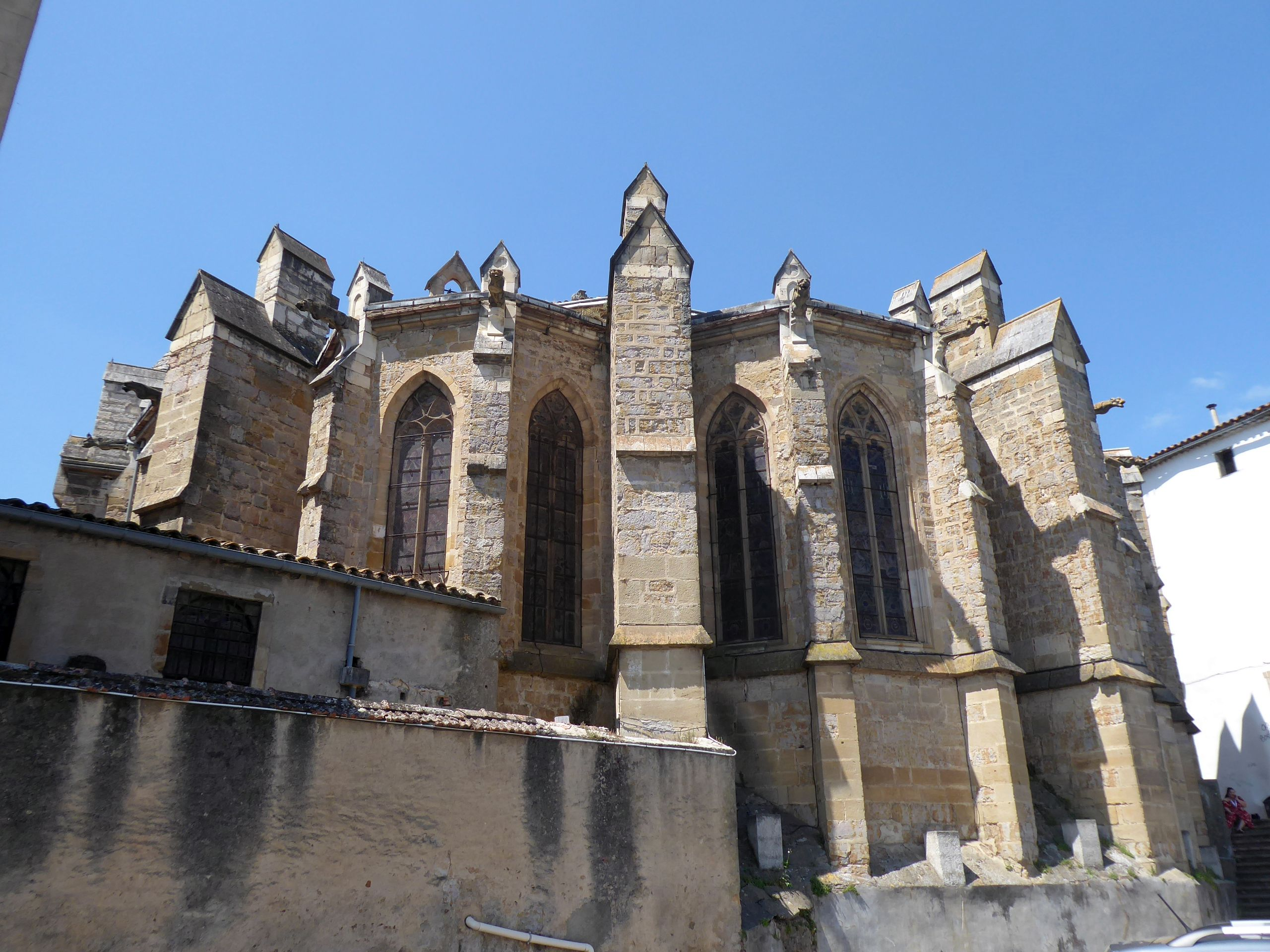
圣马丁教堂（法语：Église Saint-Martin de Limoux）
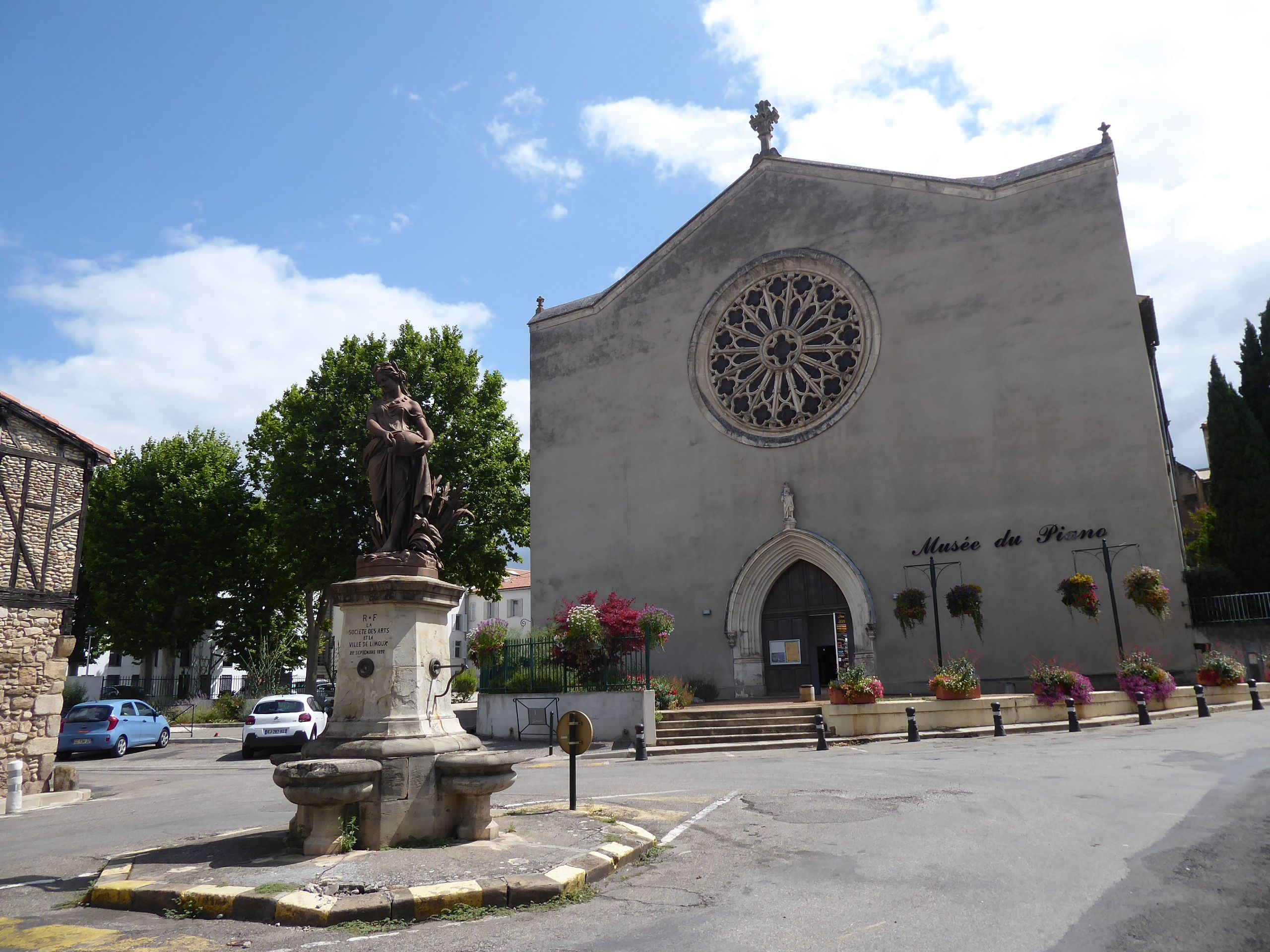
圣雅各教堂
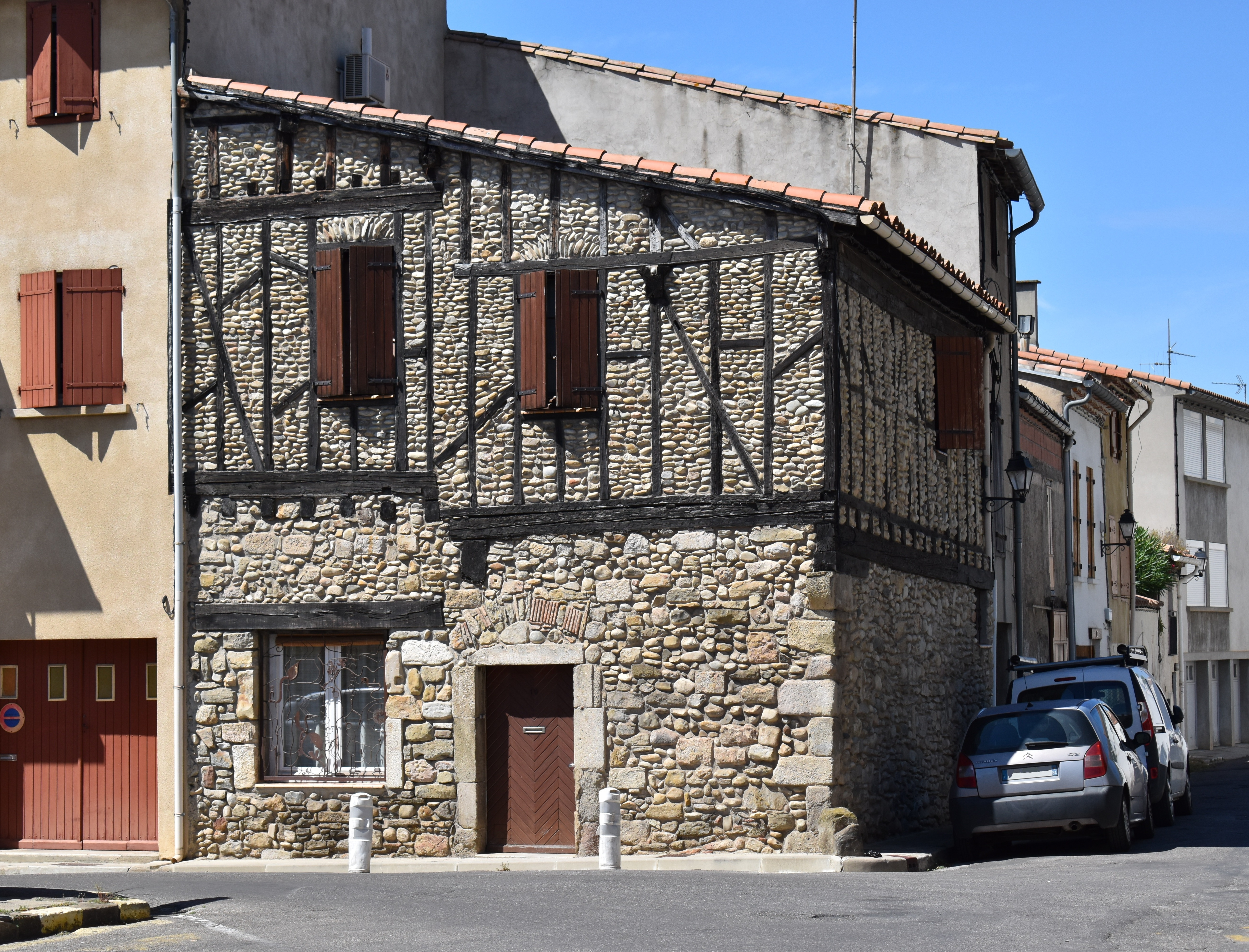
传统石质建筑
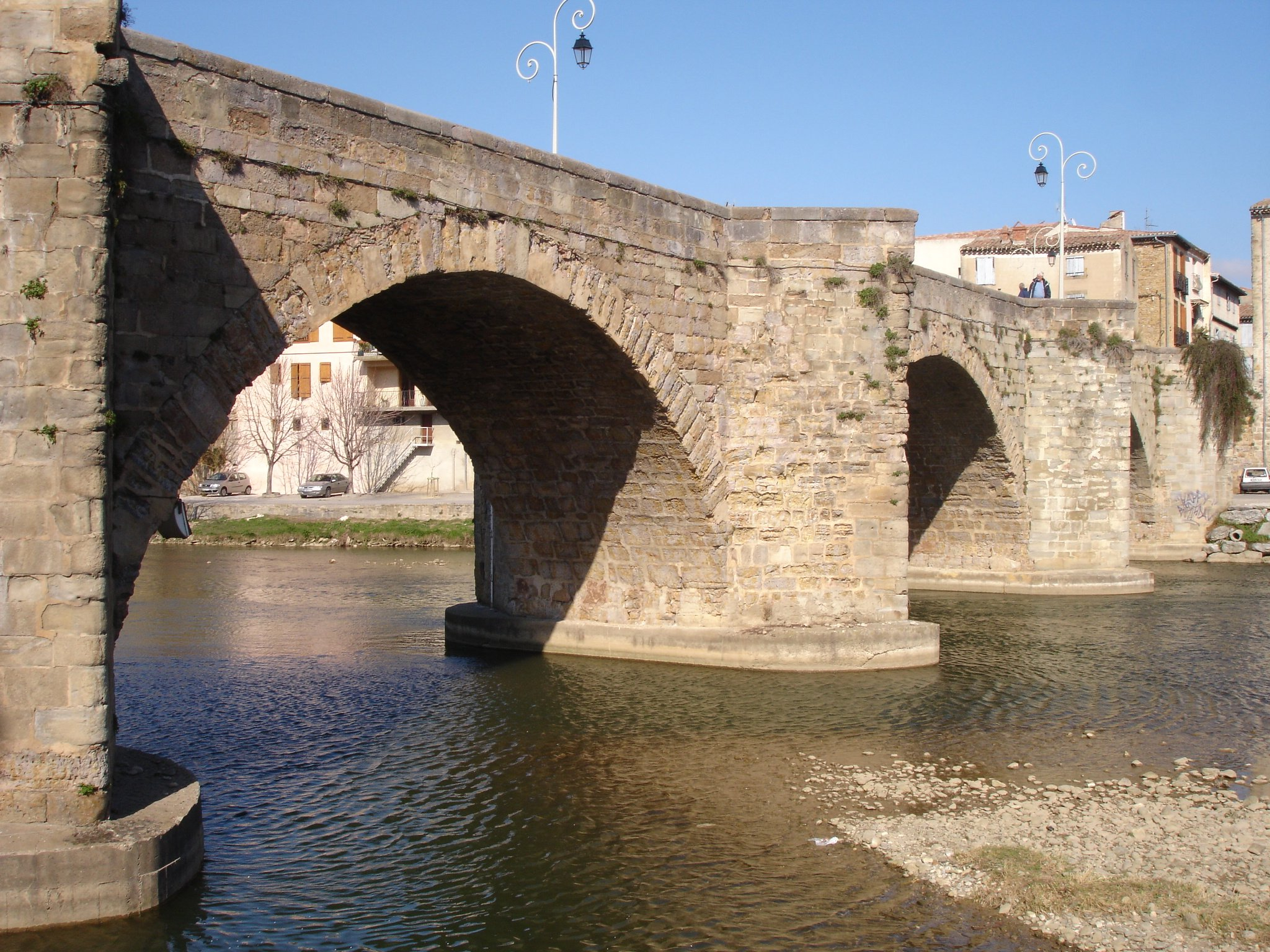
新桥
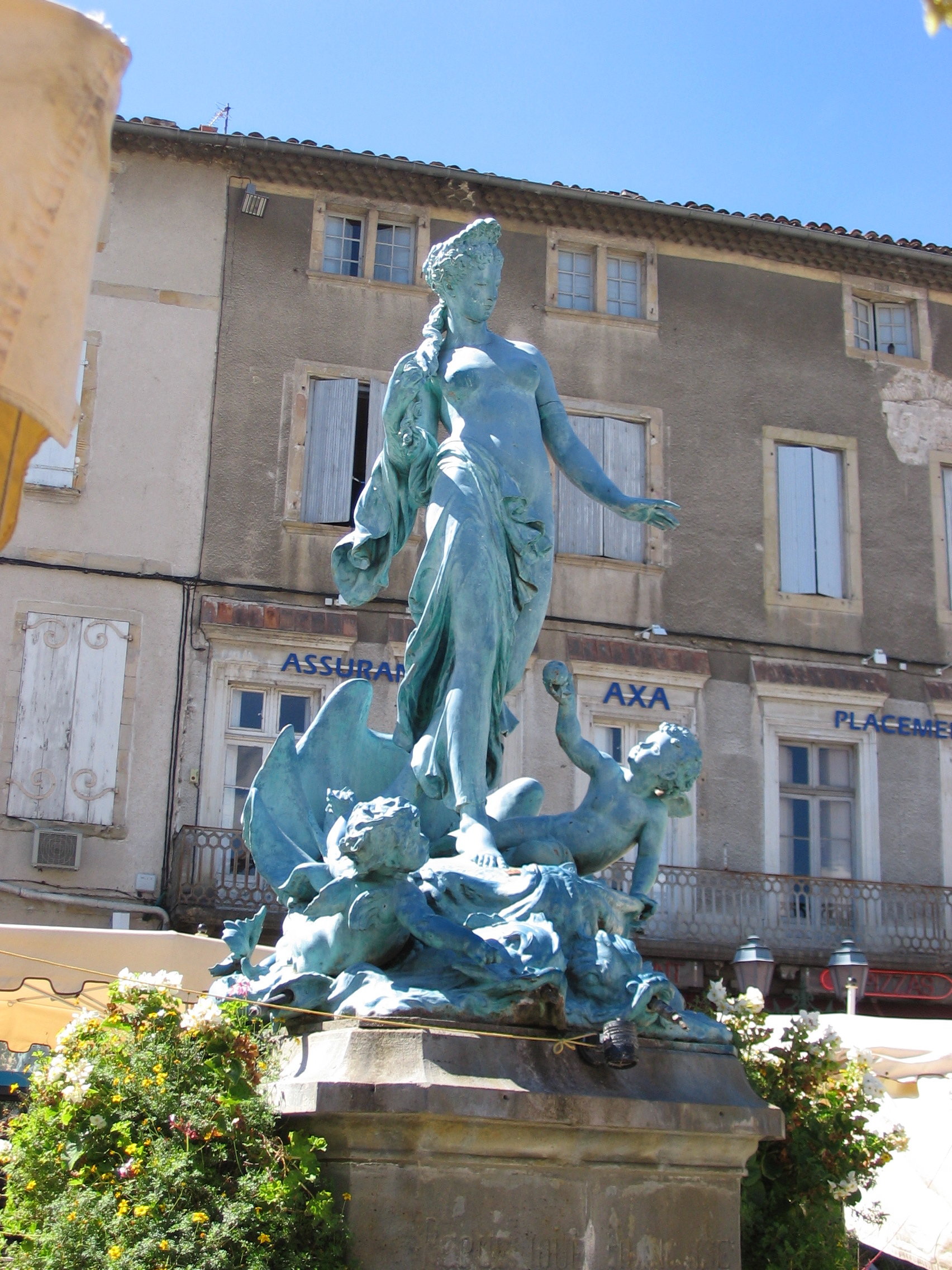
喷泉

### 旅游
利穆的旅游事务由其所属的公共社区负责。2020年，利穆境内共有3家宾馆共计32间房间；另有1个露营地，可容纳共50辆露营车。

### 媒体
法国主要的媒体均可在利穆接收，法国电视三台下属的奥克西塔尼大区频道在部分时段播出利穆所属区域的地方新闻。

### 葡萄酒
利穆是同名葡萄酒的主要生产区，自1938年起被列入法国原产地命名控制产品，属于朗格多克产区。

### 文化活动
利穆因利穆狂欢节而闻名，后者创建于14世纪，自2012年起被法国文化部列入非物质文化遗产保护项目。

## 相关人物
法国女画家玛丽·佩蒂耶、文学家亚历山大·吉罗、医学家雅克·吕菲耶、建筑师雅克·费里耶和政治人物迪迪耶·拜谢尔出生于利穆。

## 友好城市
截至2021年3月，利穆共与一座城市互为友好城市关系：
- 西班牙 圣胡安-德托鲁埃利亚